# تسلی‌بخشی‌های فلسفه
تسلی بخشی‌های فلسفه (در انگلیسی: Consolations of Philosophy) نام کتابی غیرداستانی است نوشتهٔ الن دو باتن.
آلن دو باتن فیلسوف معاصر سوئیسی ، در کتاب‌های منتشرشده اش تلاش داشته تا فلسفه را از بام انتزاعیات صرف به روی زمین آورده تا با زندگی مردم در ارتباط بیشتری باشد. او سعی کرده‌است که از آموزه‌های فیلسوفان بزرگ، در جهت کاربرد آن در زندگی روزمره انسان‌ها استفاده کند تا از رنج آنان کم کرده و بر غنای آن بیفزاید.
این کتاب ، از جمله کتاب‌هایی است که می‌توان آن را در زمره کتاب‌های “فلسفه برای زندگی” نام برد. این کتاب در شش بخش نوشته که در هر بخش سعی می‌کند یکی از سختی‌های زندگی را با آموزه‌های یکی از فیلسوفان درمان کند و التیام ببخشد.

## انتشار در ایران
عرفان ثابتی این کتاب را در انتشارات ققنوس به فارسی ترجمه کرده‌است.